# Hippotès fils de Créon
Pour les articles homonymes, voir Hippotès.
Hippotès (en grec ancien Ἱππότης), fils de Créon, roi de Corinthe, est un personnage de la mythologie grecque qui apparaît dans le mythe de Jason et Médée.

## Assassinat de Créon par Médée
Lorsque Jason et Médée sont chassés par Acaste, roi d'Iolcos, ils trouvent refuge à Corinthe auprès du roi Créon. Jason épouse Glaucé, fille de Créon. Médée, prise de jalousie, tue Créon et sa fille. Hippotès traduit Médée devant un tribunal d'Athènes, où elle s'est réfugiée, mais elle est acquittée.
Il apparaît indirectement dans l'histoire de Médos, fils de Médée. Lorsque Médos arrive en Colchide, il est emprisonné par Persès, usurpateur et frère d'Éétès, qui se méfie des descendants d'Éétès : pour sauver sa vie, Médos se fait passer pour Hippotès, fils de Créon, et déclare qu'il recherche Médée pour la punir du meurtre de Créon.

## Sources anciennes
- Scholie à Euripide, Médée, 20.
- Diodore de Sicile, IV, 55.
- Hygin, Fables, 27.